# Dolmen des Petits Fradets

Le dolmen des Petits Fradets, aussi appelé « Maison de la Gournaise », est un dolmen situé sur la commune de L'Île-d'Yeu, dans le département de la Vendée.

## Protection
Le dolmen a été classé monument historique en 1889.

## Architecture
Le dolmen est situé sur une légère élévation qui doit correspondre aux vestiges de son tumulus composé de moellons, dont certains sont encore visibles entre le gros bloc naturel situé au sud-ouest de la chambre et le premier orthostate de cette dernière. La chambre funéraire est encore délimitée par six orthostates, elle en aurait comporté huit selon le descriptif établi par Théodore Volkov en 1896, d'une hauteur comprise entre 0,85 m et 1,05 m, pour une largeur moyenne de 1 m. Toutes les orthostates sont imbriquées par leurs extrémités qui passent les unes derrière les autres, ce qui contribue à mettre en valeur la dalle de chevet.

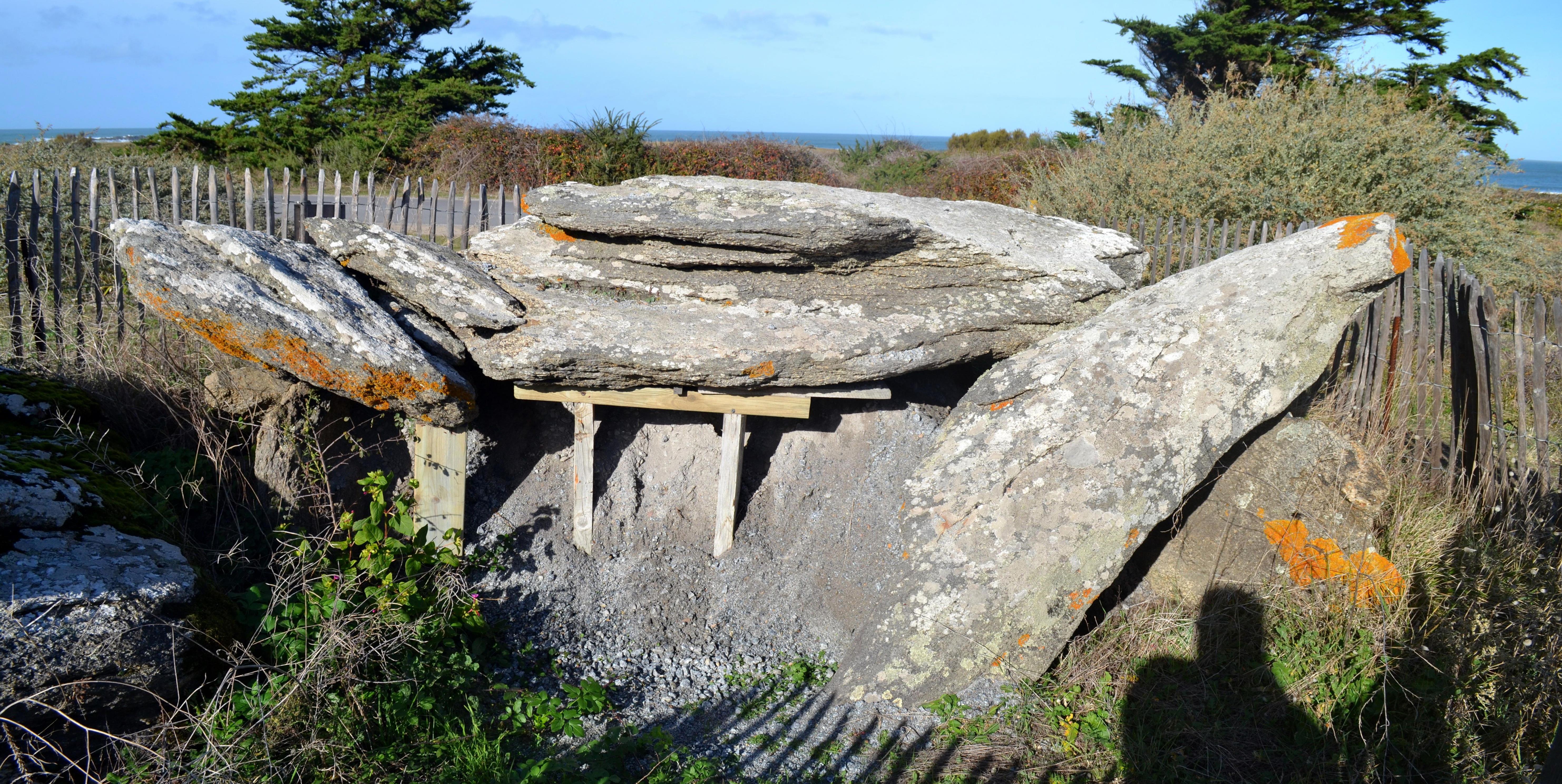
État actuel du dolmen

Il ne subsiste que deux tables de couverture, la plus importante des deux reposant encore sur ses piliers. Elle mesure 4,10 m de long sur 1,92 m au plus large. La seconde table, plus modeste, est renversée. Elle mesure 2,60 m de long pour 0,80 m au plus large.
Deux autres dalles dressées sont visibles, totalement en dehors de la chambre à l'est et au sud du monument, sans qu'il soit possible de savoir si elles correspondent à un vestige de couloir, du tumulus ou à des éléments externes apportés ultérieurement. La forme de la chambre funéraire pourrait contribuer à rattacher ce dolmen au type des dolmens à couloir mais les deux dalles excentrées pourraient correspondent aux restes de cellules latérales, ce qui classerait alors le dolmen parmi les dolmens transeptés.
Toutes les dalles sont en orthogneiss. Au cours de l'été 2014, la table de couverture s'est effondrée et les piliers qui la soutenaient se sont affaissés. 

## Matériel archéologique
Le dolmen fut fouillé en 1908 par Marcel Baudouin mais le résultat de ses fouilles ne fut pas publié. Dans son mémoire relatif à la fouille de l'allée couverte des Tabernaudes, il signale juste y avoir découvert un dallage et un énorme percuteur. Il est probable que la chambre fut entièrement vidée lors de la fouille de Baudouin, comme le laisse supposer les clichés photographiques pris à l'époque.